# Alaina Huffman

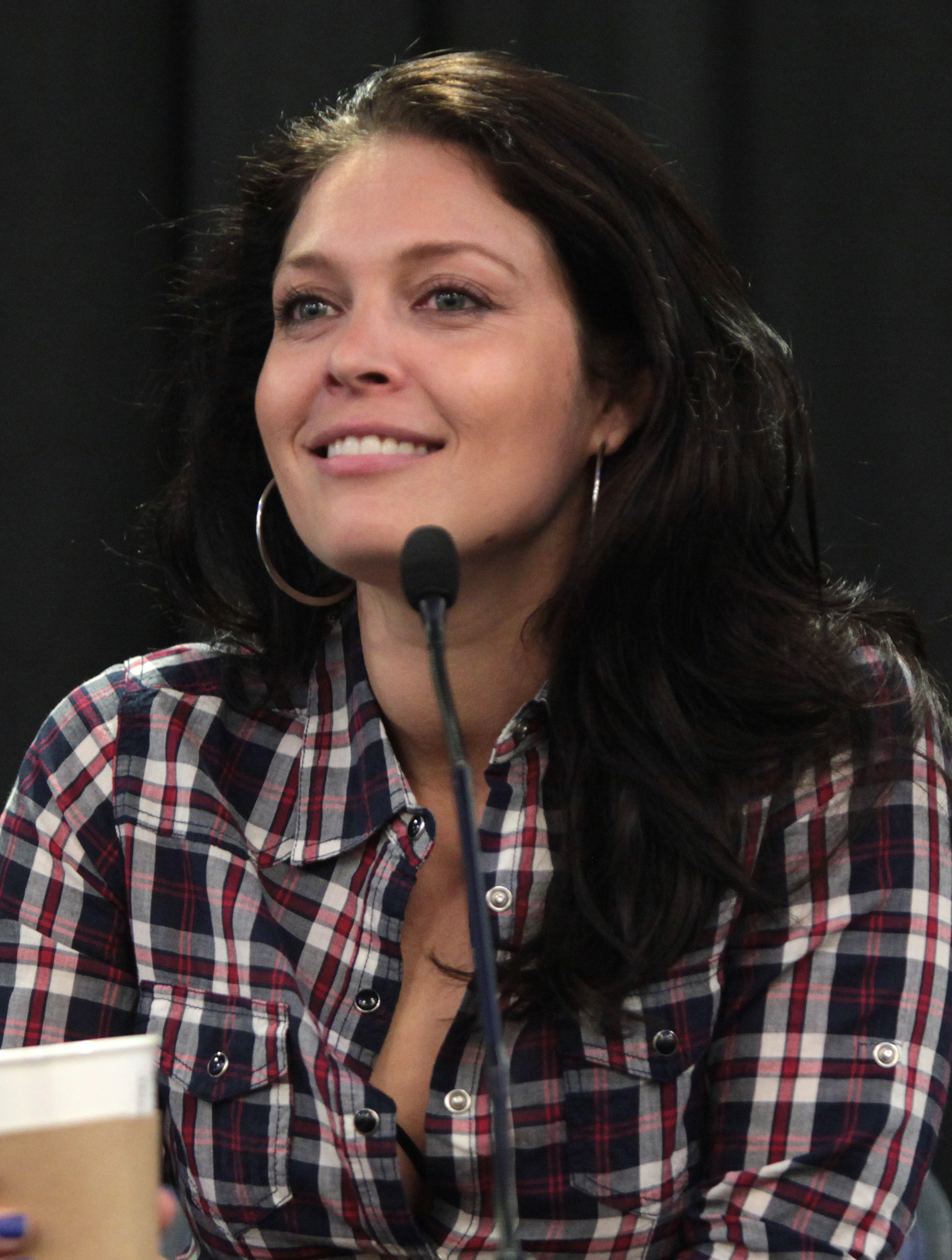
Alaina Huffman (2015)

Alaina Huffman (* 17. April 1980 in Vancouver, British Columbia als Alaina Kalanj) ist eine kanadische Schauspielerin.

## Biografie
Bereits mit 13 Jahren nahm sie an einem Casting des Fox Family Channel teil. Ihr wurde anschließend die Hauptrolle angeboten, doch sie lehnte ab. Zunächst kümmerte sie sich aber um eine Modelkarriere, die sie erst beendete, als ihr Vater nach Dallas zog. Dort besuchte sie zunächst ein College, fing aber wieder an zu schauspielern. Sie spielte zunächst in Independentfilmen wie Im Visier der Angst, den Kurzfilmen Indefinitely und Night Dawn Day mit. Es folgten auch kleine Rollen in Filmen wie Mann umständehalber abzugeben oder Scheidung ist süß und A Promise Kept oder Serien wie O.C., California, Tru Calling – Schicksal reloaded! und Dawson’s Creek.
2007 spielte sie in Painkiller Jane eine tragende Rolle. In den Jahren 2008 bis 2011 spielte sie in insgesamt sechs Episoden der Serie Smallville als Black Canary mit. Von 2009 bis 2011 war sie in einer Hauptrolle der Serie Stargate Universe zu sehen.

## Filmografie (Auswahl)
- 2001: Indefinitely (Kurzfilm)
- 2001: Im Visier der Angst (Pendulum)
- 2002: Mann umständehalber abzugeben oder Scheidung ist süß (Serving Sara)
- 2002: Dawson’s Creek (Fernsehserie, eine Folge)
- 2003: Screen Door Jesus (Screen Door Jesus)
- 2003: Still (Kurzfilm)
- 2003: Quiet Desperation (Kurzfilm)
- 2003: Tru Calling – Schicksal reloaded! (Tru Calling, Fernsehserie, eine Folge)
- 2004: Night Dawn Day (Kurzfilm)
- 2004: With It (Kurzfilm)
- 2004: A Promise Kept (The Gunman)
- 2005: Standing Still (Kurzfilm)
- 2006: Dog Lover’s Symphony
- 2007: Painkiller Jane (Fernsehserie, zwölf Folgen)
- 2007: Navy CIS (NCIS, Fernsehserie, eine Folge)
- 2008–2011: Smallville (Fernsehserie, sechs Folgen)
- 2008: An American Carol
- 2008: CSI: New York (CSI: NY, Fernsehserie, eine Folge)
- 2008: CSI: Miami (Fernsehserie, eine Folge)
- 2008: Jack Hunter (Jack Hunter and the Quest for Akhenaten’s Tomb, Miniserie, eine Folge)
- 2009–2011: Stargate Universe (Fernsehserie, 40 Folgen)
- 2011: Alphas (Fernsehserie, eine Folge)
- 2012: Navy CIS: L.A. (NCIS: Los Angeles, eine Folge)
- 2013–2014: Supernatural (Fernsehserie, acht Folgen)
- 2013: Dr. Dani Santino – Spiel des Lebens (Necessary Roughness, Fernsehserie, eine Folge)
- 2015: The Right Girl (Fernsehfilm)
- 2015: Blitzschlag – Gefangen im Gewittersturm (Deadly Voltage)
- 2016: Amber Alert (Fernsehfilm)
- 2016–2017: Kings of Con (Fernsehserie, zwei Folgen)
- 2018: Supernatural Parody 2 by The Hillywood Show®
- 2018: The Perfection
- 2019: The Perfect Match (Fernsehfilm)
- 2020: The 100 (Fernsehserie, acht Folgen)
- 2021: Missing Twin
- 2022–2023: Riverdale (Fernsehserie, sieben Folgen)
- 2023: Jonah
- 2024: Letters at Christmas
- 2024: Waltzing with Brando